# Haloclava capensis
Haloclava capensis is een zeeanemonensoort uit de familie Haloclavidae.
Haloclava capensis is voor het eerst wetenschappelijk beschreven door Verrill in 1865.